# Delairea odorata
Delairea odorata là một loài thực vật có hoa trong họ Cúc. Loài này được Lem. mô tả khoa học đầu tiên năm 1844.